# Jozef Štibrányi
Jozef Štibrányi (Vlčkovce, 11 gennaio 1940) è un ex calciatore cecoslovacco, di ruolo centrocampista.